# Corydalus texanus
Corydalus texanus is een insect uit de familie Corydalidae, die tot de orde grootvleugeligen (Megaloptera) behoort. Een nieuwer synoniem is Corydalus similis (Stitz, 1914). De soort komt voor in het zuidwesten van de Verenigde Staten, Mexico en Guatemala. Het holotype van de soort wordt bewaard in het Museum für Naturkunde in Berlijn.